# أليكساندر كوجيف
 أليكساندر كوجيف  (فرنسية:Alexandre Kojève) (و.28 أبريل 1902 ـ ت.4 يونيو 1986) كان فيلسوفاً وسياسياً فرنسياً من أصل روسي. كان لندواته الفلسفية تأثير كبير على الفلسفة الفرنسية في القرن العشرين، وخاصة في مجال دمجه للهيغلية مع الفلسفة القارية. كرجل دولة في الحكومة الفرنسية، كان له دور فعال في إنشاء الاتحاد الأوروبي.

## روابط خارجية
- أليكساندر كوجيف على موقع الموسوعة البريطانية (الإنجليزية)